# Jean-Baptiste Amarithon de Montfleury
Jean-Baptiste Louis Amarithon de Montfleury est un homme politique français né le 24 septembre 1772 à Ambert (Puy-de-Dôme) et décédé le 30 avril 1859 à Laps (Puy-de-Dôme).
Émigré, il sert dans l'armée de Condé. Rentré en France en 1802, il tente d'organiser la résistance contre le retour de Napoléon lors des Cent-Jours.
Il est député du Puy-de-Dôme de 1815 à 1816, de 1820 à 1821 et de 1824 à 1827, siégeant dans la majorité soutenant les gouvernements de la Restauration.

## Sources
- « Jean-Baptiste Amarithon de Montfleury », dans Adolphe Robert et Gaston Cougny, Dictionnaire des parlementaires français, Edgar Bourloton, 1889-1891 [détail de l’édition]